# Gigant Records
Gigant Records – polska wytwórnia płytowa, powstała w 1999 roku w Częstochowie z inicjatywy Gustawa Szepke i Łukasza Robaka. W początkowym okresie działalności specjalizowała się w nagraniach z nurtu hip-hop. Nakładem Gigant Records ukazały się m.in. nagrania takich wykonawców jak: Habakuk, Ego, Spinache, Familia H.P., Rahim czy Paktofonika.